# Blair Tefkin
Blair Tefkin, född 9 december 1959 i Los Angeles i Kalifornien USA är en amerikansk skådespelare och sångerska. Hon är mest känd för sin roll som Robin Maxwell i TV-serien V. Hon har dessutom roller i flimar som Häftigt drag i plugget (originaltitel: Fast Times at Ridgemont High), Three for the Road (tillsammans med Charlie Sheen), A Sinful Life (med Anita Morris), Inside Monkey Zetterland, Dream Lover (med James Spader) och The Anniversary Party (med Gwyneth Paltrow).